# فینال جام حذفی فوتبال ایتالیا ۱۹۹۷
فینال جام حذفی فوتبال ایتالیا ۱۹۹۸ پنجاهمین فصل از رقابت‌های کوپا ایتالیا بود. این مسابقه بین ناپولی و ویچنزا برگزار شد. در نهایت این باشگاه فوتبال ویچنزا بود که برای اولین بار قهرمان کوپا ایتالیا شد.